# Бирзиця
Бирзи́ця (болг. Бързица) — село у Варненській області Болгарії. Входить до складу общини Провадія.

## Населення
За даними перепису населення 2011 року у селі проживали 198 осіб.
Національний склад населення села:
| Національність   | Кількість осіб | Відсоток |
| ---------------- | -------------- | -------- |
| болгари          | 122            | 84,7%    |
| турки            | 16             | 11,1%    |
| цигани           | 5              | 3,5%     |
| Всього відповіли | 144            |          |

Розподіл населення за віком у 2011 році:
Динаміка населення: